# La Virginia, Mexiko
La Virginia är en ort i Mexiko.   Den ligger i kommunen Ocosingo och delstaten Chiapas, i den sydöstra delen av landet, 800 km öster om huvudstaden Mexico City. La Virginia ligger 1 429 meter över havet och antalet invånare är 983.
Terrängen runt La Virginia är kuperad åt sydväst, men åt nordost är den bergig. Runt La Virginia är det glesbefolkat, med 16 invånare per kvadratkilometer. Närmaste större samhälle är Ocosingo, 9,2 km öster om La Virginia. I omgivningarna runt La Virginia växer i huvudsak städsegrön lövskog.